# Maltepespor
Maltepe Spor Kulübü bzw. in der Kurzform Maltepespor ist ein türkischer Fußballverein aus dem Istanbuler Stadtteil Maltepe und wurde 1923 gegründet. Ihre Heimspiele bestreitet die Mannschaft im Maltepe Hasan Polat Stadyumu. Die Vereinsfarben sind Grün-Weiß-Rot.

## Geschichte

### Gründung und die ersten Jahre
Der Klub wurde 1923 unter dem Namen Maltepe Gençler Birliği bzw. Maltepe Gençlerbirliği in seinem Heimatbezirk Maltepe in der türkischen Großstadt Istanbul gegründet. Unter diesem Namen spielte die Mannschaft bis ins Jahr 1949 in den unteren Istanbuler Amateurspielklassen. Anschließend änderte sich der Vereinsname in Maltepe Gençlikspor. Später schlossen sich diesem Verein die beiden kleineren Vereine Maltepe Güneşspor und anschließend Maltepe Ağaspor an und änderten den Vereinsnamen in die heutige Form um.

### Einstieg in den Profifußball und die Drittligajahre
Anders als die meisten kleineren Istanbuler Stadtteilvereine nahm Maltepespor nicht mit der Wiedereinführung der dritthöchsten professionellen Fußballliga, der 3. Lig, im Sommer 1984 am türkischen Profifußball teil. Sondern erreichte 1989 durch den Aufstieg in diese Liga den Einstieg in den türkischen Profifußball. In dieser Liga spielte Maltepespor die nachfolgenden 20 Jahre lang durchgängig und belegte bis auf wenige Ausnahmen immer Tabellenplätze im mittleren bzw. unteren Tabellendrittel. In der Türkiye 3. Futbol Ligi 2000/01 erreichte der Verein sogar das erste Mal in seiner Vereinsgeschichte die Meisterschaft der 3. Lig. Normalerweise würde die Meisterschaft dem Aufstieg in die TFF 1. Lig. Da aber im Sommer 2001 der türkische Profifußballbetrieb von einem dreistufigen Ligasystem in ein vierstufiges überführt wurde, bedeutete die Meisterschaft nur den Verbleib in der 3. Liga, die fortan als TFF 2. Lig bezeichnet wurde.

### Abstieg in den Amateurfußball
In der TFF 2. Lig 2008/09 verfehlte Maltepespor den Klassenerhalt und stieg nach zwanzigjähriger Drittligazugehörigkeit in die vierthöchste türkische Spielklasse, in die TFF 3. Lig, ab. In der ersten Saison in dieser Liga verfehlte die Mannschaft auch hier den Klassenerhalt und stieg in die regionale Amateurliga ab.

### Rückkehr in den Profifußball und Neuzeit
Bereits ein Jahr nach dem Abstieg im 2010 in die regionale Amateurliga erreichte Maltepespor die Meisterschaft dieser Liga und kehrte mit dem Aufstieg in die TFF 3. Lig wieder in den türkischen Profifußball zurück.

## Ligazugehörigkeit
- 3. Liga: 1989–2009
- 4. Liga: 2009–2010, 2011–2017
- Amateurliga: bis 1989, 2010–2011, Seit 2017

## Bekannte ehemalige Spieler
- Engin Baytar
- Erdem Özgenç
- Sinan Yeşil

## Bekannte ehemalige Trainer
- Ali Kemal Denizci
- Ender Konca
- Hasan Vezir
- Erdoğan Yılmaz